# Takeshi Motoyoshi
Takeshi Motoyoshi (本吉 剛, Motoyoshi Takeshi, Yokohama, 26 juli 1967) is een Japans voormalig voetballer die als verdediger speelde.

## Clubcarrière
In 1986 ging Motoyoshi naar de Chuo University, waar hij in het schoolteam voetbalde. Nadat hij in 1990 afstudeerde, ging Motoyoshi spelen voor Fujita Industries. Motoyoshi begon zijn carrière in 1991 bij Mitsubishi Motors, de voorloper van Urawa Reds. In 4 jaar speelde hij er 34 competitiewedstrijden en scoorde 3 goals. Motoyoshi speelde tussen 1995 en 1998 voor Otsuka Pharmaceutical en Tokyo Gas. Motoyoshi beëindigde zijn spelersloopbaan in 1998.

## Statistieken

### J.League
| Seizoen | Club       | Competitie | J.League | J.League | J.League Cup | J.League Cup | Totaal | Totaal |
| Seizoen | Club       | Competitie | Wed.     | Dlp.     | Wed.         | Dlp.         | Wed.   | Dlp.   |
| ------- | ---------- | ---------- | -------- | -------- | ------------ | ------------ | ------ | ------ |
| 1992    | Urawa Reds | J1 League  | -        | -        | 5            | 0            | 5      | 0      |
| 1993    | Urawa Reds | J1 League  | 14       | 2        | 3            | 0            | 17     | 2      |
| 1994    | Urawa Reds | J1 League  | 4        | 0        | 0            | 0            | 4      | 0      |
| Totaal  | Totaal     | Totaal     | 18       | 2        | 8            | 0            | 26     | 2      |